# 私の日本語辞典
私の日本語辞典（わたしのにほんごじてん）は、NHKラジオ第2放送で1992年4月12日から2022年4月3日まで放送していた教養番組である。言葉を取り扱う学者や作家だけではなく、多様に活躍する専門家が月毎に出演し、日本語の美しさ・豊かさ・特徴・その背景にある外国文化との比較等について語る。聞き手はNHK日本語センターのアナウンサー秋山和平が務める。
テーマ曲はハン・デ・フリース「Sonata in G (Tafelmusik III, No. 5): III. Tempo giusto」

## 放送時間
- 本放送：毎週土曜 15:15 - 15:45
- 再放送：翌週日曜 23:05 - 23:35